# دیکسون لین-میدو کریک (کالیفرنیا)
دیکسون لین-میدو کریک (به انگلیسی: Dixon Lane-Meadow Creek) یک منطقهٔ مسکونی در ایالات متحده آمریکا است که در شهرستان اینیو، کالیفرنیا واقع شده‌است. دیکسون لین-میدو کریک ۸٫۷۰۱ کیلومتر مربع مساحت و ۲٬۶۴۵ نفر جمعیت دارد.